# J. Roy Hunt
J. Roy Hunt (parfois crédité Roy Hunt), A.S.C., né le 7 juillet 1884 à Caperton (Virginie-Occidentale), décédé en octobre 1972 (jour indéfini) à Sheffield (Alabama), est un directeur de la photographie américain.

## Biographie
Hormis L'Entreprenant Monsieur Petrov (1937) où il est cadreur, J. Roy Hunt est chef opérateur de 1916 à 1953, sur 184 films américains (dont une cinquantaine muets) de genres divers, y compris le western. À partir de 1930, il travaille essentiellement au sein de la RKO Pictures.
Durant sa carrière, il assiste notamment les réalisateurs John Cromwell (ex. : L'Autre en 1939, avec Carole Lombard, Cary Grant et Kay Francis), Edward Dmytryk (ex. : Feux croisés en 1947, avec Robert Young, Robert Mitchum et Robert Ryan), Leigh Jason (ex. : Carolyn veut divorcer en 1936, avec Barbara Stanwyck et Gene Raymond), Ernest B. Schoedsack (ex. : Monsieur Joe en 1949, avec Terry Moore, Ben Johnson et Robert Armstrong), ou encore William A. Seiter (ex. : Panique à l'hôtel en 1938, avec les Marx Brothers), entre autres.

## Filmographie partielle

### Comme directeur de la photographie

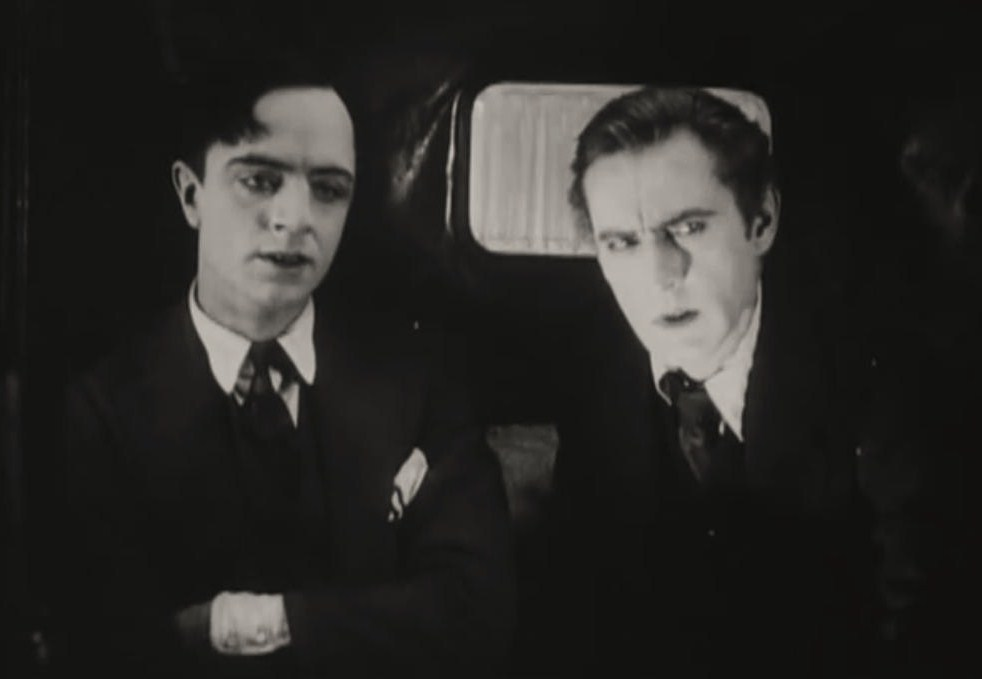
Prise de vue pour Sherlock Holmes (1922) : William Powell (à gauche) et John Barrymore

- 1916 : La Fille des dieux (A Daughter of the Gods) de Herbert Brenon
- 1917 : The Lincoln Cycle de John M. Stahl
- 1917 : La Cigarette révélatrice (The Lone Wolf)
- 1918 : The Passing of the Third Floor Back de Herbert Brenon
- 1921 : Woman's Place de Victor Fleming
- 1921 : The Sign on the Door d'Herbert Brenon
- 1921 : The Wonderful Thing d'Herbert Brenon
- 1922 : La Victoire du cœur (Smilin' Through) de Sidney Franklin
- 1922 : Sherlock Holmes d'Albert Parker
- 1924 : Dangerous Money de Frank Tuttle
- 1924 : Le Tango tragique (Argentine Love) d'Allan Dwan
- 1924 : Second Youth d'Albert Parker
- 1924 : The Rejected Woman d'Albert Parker
- 1925 : A Kiss for Cinderella de Herbert Brenon
- 1925 : Rivales (Lovers in Quarantine) de Frank Tuttle
- 1925 : Manucure (The Manicure Girl) de Frank Tuttle
- 1925 : Wild, Wild Susan d'A. Edward Sutherland
- 1925 : Miss Barbe-Bleue (Miss Bluebeard) de Frank Tuttle
- 1926 : Beau Geste de Herbert Brenon
- 1926 : Vénus moderne (The American Venus) de Frank Tuttle
- 1926 : Dancing Mothers de Herbert Brenon
- 1927 : Monsieur... Mademoiselle (She's a Sheik) de Clarence G. Badger
- 1927 : Spider Webs de Wilfred Noy
- 1927 : L'École des sirènes (Swim Girl, Swim) de Clarence G. Badger
- 1928 : Peggy et sa vertu (Take Me Home) de Marshall Neilan
- 1928 : Interférences (Interference), de Lothar Mendes et Roy Pomeroy
- 1928 : Épouvante (Something Always Happens), de Frank Tuttle
- 1928 : Feel My Pulse de Gregory La Cava
- 1928 : Forgotten Faces de Victor Schertzinger
- 1929 : Why bring that up ? de George Abbott
- 1929 : Secret professionnel (The Doctor's Secret) de William C. de Mille
- 1929 : Le Virginien (The Virginian) de Victor Fleming
- 1929 : L'Aspirant détective (The Dummy) de Robert Milton
- 1929 : Harmonie (Close Harmony) de John Cromwell et A. Edward Sutherland
- 1929 : Force (The Mighty) de John Cromwell
- 1930 : Quand l'amour appelle (Love Comes Along) de Rupert Julian
- 1930 : The Case of Sergeant Grischa de Herbert Brenon
- 1930 : Une perle rare (Alias French Gertie) de George Archainbaud
- 1930 : The Pay-Off de Lowell Sherman
- 1930 : Lawful Larceny (en) de Lowell Sherman
- 1930 : Présentez armes (Leathernecking) d'Edward F. Cline
- 1931 : Beau Ideal d'Herbert Brenon
- 1931 : Behind Office Doors de Melville W. Brown
- 1931 : Madame Julie (The Woman Between) de Victor Schertzinger
- 1931 : Consolation Marriage de Paul Sloane
- 1931 : High Stakes de Lowell Sherman
- 1931 : Way Back Home de William A. Seiter
- 1931 : Le Sphinx a parlé (Friends and Lovers) de Victor Schertzinger
- 1932 : Girl Crazy de William A. Seiter
- 1932 : The Roadhouse Murder de J. Walter Ruben
- 1932 : The Age of Consent de Gregory La Cava
- 1933 : Carioca (Flying Down to Rio) de Thornton Freeland
- 1933 : Lucky Devils (en) de Ralph Ince
- 1933 : Emergency Call d'Edward L. Cahn
- 1933 : Oliver Twist de William J. Cowen
- 1933 : La Femme aux gardénias (Double Harness) de John Cromwell
- 1933 : Aggie Appleby Maker of Men de Mark Sandrich
- 1934 : Wrong Direction d'Alfred J. Goulding
- 1934 : Dangerous Corner de Phil Rosen
- 1935 : La Source de feu (She) de Lansing C. Holden et Irving Pichel
- 1935 : A Dog of Flanders d'Edward Sloman
- 1935 : Les Derniers Jours de Pompéi (The Last Days of Pompeii) d'Ernest B. Schoedsack et Merian C. Cooper
- 1935 : L'Étoile de minuit (Star of Midnight) de Stephen Roberts
- 1935 : La Gloire du cirque (Annie Oakley) de George Stevens
- 1936 : Muss 'em up de Charles Vidor
- 1936 : Madame consent (The Lady consents) de Stephen Roberts
- 1936 : Carolyn veut divorcer (The Bride walks out) de Leigh Jason
- 1936 : Silly Billies de Fred Guiol
- 1936 : Mon ex-femme détective (The Ex-Mrs. Bradford) de Stephen Roberts
- 1936 : Adieu Paris, bonjour New York (That Girl from Paris) de Leigh Jason
- 1936 : Walking on Air de Joseph Santley
- 1936 : Without Orders de Lew Landers
- 1937 : New Faces of 1937 de Leigh Jason
- 1937 : Déjeuner pour deux (Breakfast for Two) d'Alfred Santell
- 1937 : Les Démons de la mer (Sea Devils) de Benjamin Stoloff
- 1937 : The Life of the Party (en) de William A. Seiter
- 1937 : La Femme en cage (Hitting a New High) de Raoul Walsh
- 1938 : A Man to remember de Garson Kanin
- 1938 : Panique à l'hôtel (Room Service) de William A. Seiter
- 1938 : Radio City Revels de Benjamin Stoloff
- 1938 : Bonheur en location (Mother Carey's Chickens) de Rowland V. Lee
- 1939 : Almost a Gentleman (en) de Leslie Goodwins
- 1939 : The Flying Irishman de Leigh Jason
- 1939 : Panama Lady de Jack Hively
- 1939 : Boy Slaves de P. J. Wolfson
- 1939 : L'Autre (In Name Only) de John Cromwell
- 1939 : Full Confession de John Farrow
- 1940 : The Saint's Double Trouble de Jack Hively
- 1940 : One Crowded Night d'Irving Reis
- 1940 : Married and in Love de John Farrow
- 1941 : Parachute Battalion (en) de Leslie Goodwins
- 1941 : Idylle en Argentine (They met in Argentina) de Leslie Goodwins et Jack Hively
- 1942 : À nous la marine (Call Out the Marines) de Frank Ryan et William Hamilton
- 1942 : La Fièvre du jazz (Syncopation) de William Dieterle
- 1942 : Thundering Hoofs de Lesley Selander
- 1943 : Vaudou (I walked with a Zombie) de Jacques Tourneur
- 1944 : Intrigue à Damas (Action in Arabia) de Léonide Moguy
- 1945 : What a Blonde de Leslie Goodwins
- 1945 : Un jeu de mort (A Game of Death) de Robert Wise
- 1946 : Beauté noire (Black Beauty) de Max Nosseck
- 1947 : Du sang sur la piste (Trail Street) de Ray Enright
- 1947 : Feux croisés (Crossfire) d'Edward Dmytryk
- 1947 : A Likely Story de Henry C. Potter
- 1948 : Far West 89 (Return of the Bad Men) de Ray Enright
- 1948 : Indian Agent de Lesley Selander
- 1948 : Race Street (en) d'Edwin L. Marin
- 1949 : Monsieur Joe (Mighty Joe Young) d'Ernest B. Schoedsack
- 1950 : Riders on the Range de Lesley Selander
- 1950 : Haines (The Lawless) de Joseph Losey
- 1950 : Border Treasure de George Archainbaud
- 1951 : Saddle Legion de Lesley Selander
- 1951 : Gunplay de Lesley Selander
- 1952 : Target de Stuart Gilmore
- 1952 : Eight Iron Men d'Edward Dmytryk
- 1952 : Desert Passage de Lesley Selander
- 1953 : Le Jongleur (The Juggler) d'Edward Dmytryk

### Comme cadreur
- 1937 : L'Entreprenant Monsieur Petrov (Shall we dance) de Mark Sandrich